# Gonodes lilla
Gonodes lilla là một loài bướm đêm trong họ Noctuidae.